# Тылтыньш, Альфред Матисович
Альфре́д Мати́сович Ты́лтыньш (латыш. Alfrēds Tiltiņš; 4 марта 1897, имение Сесан, Мезотенская волость, Бауский уезд, Курляндская губерния, Российская империя — 11 февраля 1942, СССР) — советский военный разведчик, нелегальный резидент советской военной разведки во Франции (1922—1926) и США (1927—1930), комбриг (с 26 ноября 1935). Старший брат Поля Армана. Владел английским, немецким и французским языками.

## Биография
Родился в крестьянской семье. Латыш. Окончил реальное училище в Митаве, в 1916 году — Алексеевское военное училище. С того же года — в Русской императорской армии. Участник Первой мировой войны: командир роты 3-го латышского стрелкового Курземского полка, подпоручик.
С 1918 года — в рядах РККА. Участник Гражданской войны в России: командир роты, батальона, помощник командира полка, начальник штаба партизанских отрядов, командир 85-го стрелкового полка, бригады (1918—1920). Член РКП(б) с 1918 года. В августе 1920 года попал в польский плен, за обменом уволен в феврале 1921 года. В 1921—1922 годах учился в военной академии РККА.
В июле 1922 года командирован за границу: нелегальный резидент советской военной разведки во Франции (1922—1926), где окончил три курса Политехнического института в Париже. Впоследствии работал в Германии, а с 1927 по 1930 года — нелегальный резидент советской военной разведки в США.
С июля 1930 года — помощник командира механизированной бригады по технической части, с марта 1931 года — начальник автобронетанковых войск Белорусского военного округа, с марта 1932 года — командир и комиссар 5-й отдельной мотомеханизированной бригады в Борисове.
С июня 1936 по ноябрь 1937 года — в распоряжении РУ ГШ РККА, участвовал в Гражданской войне в Испании.
27 ноября 1937 года арестован. Военной коллегией Верховного суда СССР 15 декабря 1940 года по обвинению в шпионаже и участии в военном заговоре приговорён к 15 годам лишения свободы в исправительно-трудовых лагерях, где и умер 11 февраля 1942 года. Посмертно реабилитирован 26 марта 1957 года.
Жена - разведчица Мария Тылтынь (1896-1943).

## Награды
Был награждён орденом Ленина (1936) и тремя орденами Красного Знамени (1920, 1922, 1928).